# Barbara Cason
Barbara Cason (Memphis (Tennessee), 15 november 1928 - Los Angeles (Californië), 18 juni 1990) was een Amerikaanse actrice die met name vele gastrollen speelde in verscheidene televisieseries. Ook speelde ze enkele filmrollen.
Ze was tot haar dood getrouwd met acteur Dennis Patrick.
Op 61-jarige leeftijd overleed ze aan een hartaanval.

## Filmografie
- It's Garry Shandling's Show televisieserie - Ruth Shandling (Afl. onbekend, 1986-1990)
- Murder, She Wrote televisieserie - Emily Goshen (Afl., Benedict Arnold Slipped Here, 1988)
- Night Court televisieserie - Rebecca (Afl., Dan's Escort, 1986)
- Crazy Like a Fox televisieserie - Rol onbekend (Afl., Desert Fox, 1985)
- Hardcastle and McCormick televisieserie - Dolores (Afl., Angie's Choice, 1985)
- Scarecrow and Mrs. King televisieserie - Mrs. Flannigan (Afl., Life of the Party, 1985)
- Dallas televisieserie - Iris Porter (Afl., Fools Rush In, 1984)
- Airwolf televisieserie - Nurse Simmons (Afl., Echoes from the Past, 1984)
- Whiz Kids televisieserie - Rol onbekend (Afl., Airwave Anarchy, 1983)
- Lottery! televisieserie - Rol onbekend (Afl., Detroit: The Price of Freedom, 1983)
- Remington Steele televisieserie - R.J. Stonewell (Afl., Red Holt Steele, 1983)
- Memories Never Die (televisiefilm, 1982)
- Quincy, M.E. televisieserie - Mrs. Susan Garvin (Afl., Next Stop, Nowhere, 1982)
- Cagney & Lacey televisieserie - Elizabeth Moran (Afl., Beauty Burglars, 1982)
- The Adventures of Pollyanna (televisiefilm, 1982) - Mrs. Snow
- Disneyland televisieserie - Mrs. Snow (Afl., The Adventures of Pollyanna, 1982)
- WKRP in Cincinnati televisieserie - Edna Parkins (Afl., Dear Liar, 1982)
- Lou Grant televisieserie - Jinx Matheson (Afl., Double-Cross, 1981)
- The Brady Girls Get Married (televisiefilm, 1981) - Miss Fritzsinger
- A Matter of Life and Death (televisiefilm, 1981) - Nurse Barnes
- Trapper John, M.D. televisieserie - Dottie Pitt (4 afl., 1980)
- She's Dressed to Kill (televisiefilm, 1979) - Rol onbekend
- Mork & Mindy televisieserie - Nurse #2 (Afl., Mork's Health Hints, 1979)
- All in the Family televisieserie - Miss Critchen (Afl., Edith Gets Fired, 1979)
- Carter Country televisieserie - Cloris Phebus (Afl. onbekend, 1977-1979)
- Hello, Larry televisieserie - Miss Putman (Afl., The Protege)
- With This Ring (televisiefilm, 1978) - Viola Andrews
- Exorcist II: The Heretic (1977) - Mrs. Phalor
- Dog and Cat televisieserie - Rol onbekend (Afl., A Duck Is a Duck, 1977)
- Family televisieserie - Sylvia Maitland (2 afl., 1976, 1977)
- The Jeffersons televisieserie - Jean Howard (Afl., A Case of Black and White, 1977)
- Tabitha televisieserie - Mrs. Armistead (Afl., Pilot, 1976)
- Harry O televisieserie - Kate (Afl., Book of Changes, 1976)
- Chico and the Man televisieserie - Commissioner Vickers (Afl., This Hallowed Garage, 1975)
- All in the Family televisieserie - Mrs. Winslow (Afl., Birth of the Baby: Part 2, 1975)
- Delancey Street: The Crisis Within (televisiefilm, 1975) - Mrs. Sommerville
- Let's Switch! (televisiefilm, 1975) - Greta Bennett
- It Couldn't Happen to a Nicer Guy (televisiefilm, 1974) - Judge A.J. White
- The Waltons televisieserie - Susan Hanover (Afl., The Spoilers, 1974)
- Temperatures Rising televisieserie - Miss Tillis (Afl. onbekend, 1973-1974)
- The Courtship of Eddie's Father televisieserie - Irma Handily (Afl., Time for a Change, 1972)
- All in the Family televisieserie - Claire Packer (Afl., The Election Story, 1971)
- Cold Turkey (1971) - Letitia Hornsby
- House of Dark Shadows (1970) - Mrs. Johnson
- Comedy Tonight televisieserie - Regelmatig optreder (1970)
- The Honeymoon Killers (1970) - Evelyn Long